# ГЕС Савален
ГЕС Савален – гідроелектростанція на півдні Норвегії, за дві з половиною сотні кілометрів на північ від Осло (та за сто сорок кілометрів південніше Тронгейму) . Знаходячись після ГЕС Einunna (9 МВт), входить до складу гідровузла, котрий використовує ресурс зі сточища річки Einunna, лівої притоки Фолли, яка в свою чергу є правою притокою Гломми (найбільша річка країни, що тече до протоки Скагеррак). 
В межах проекту Einunna після однойменної станції перекрили водозабірною греблею, котра складається з насипної та бетонної секцій. З її допомогою через шахту довжиною 67 метрів з перетином 12 м2 та тунель довжиною 4,6 км вода спрямовується до озера Савален (дренується річкою Сівілла, яка впадає до Гломми дещо вище за устя  Einunna). Останнє перетворили на водосховище з площею поверхні від 10,9 км2 до 15,2 км2 та корисним об’ємом 61 млн м3, що досягається за рахунок коливання між позначками 702,8 та 707,5 метра НРМ. На виході з Савален зведена насипна гребля з ядром із моренного матеріалу довжиною 200 метрів. При цьому лише 0,6 метра із припустимого діапазону коливань поверхні сховища відносяться до створеного греблею підпору, тоді як ще 4,1 метра отримують за рахунок здреновування водойми нижче природного рівня.
Із сховища у напрямку Гломми проклали дериваційний тунель довжиною 7,2 км, який подає ресурс до машинного залу. Останній споруджений у підземному виконанні, а доступ до нього здійснюється через тунель довжиною 0,25 км. В залі встановлено одну турбіну типу Френсіс потужністю 62 МВт, яка використовує напір у 231 метр та забезпечує виробництво 125 млн кВт-год електроенергії на рік.
Відпрацьована вода по тунелю довжиною 0,3 км та каналу такої ж довжини відводиться до Гломми.